# Ocyptamus arx
Ocyptamus arx är en tvåvingeart som först beskrevs av Fluke 1936.  Ocyptamus arx ingår i släktet Ocyptamus och familjen blomflugor. Inga underarter finns listade i Catalogue of Life.